# Plopu (Dărmănești), Bacău
Plopu este un sat ce aparține orașului Dărmănești din județul Bacău, Moldova, România.